# Joanna Jabłczyńska
Joanna Natalia Jabłczyńska (Warschau, 9 december 1985) is een Poolse actrice. Naast acteren doet ze ook veel Poolse voice-overs voor videospellen.

## Voice-over
Naast het gewone acteren doet ze veel aan Poolse voice-overs van bekende videospellen en films. Zo deed ze onder andere voice-overs voor Mass Effect 2 (Gabriella Daniels), Neverwinter Nights 2 (Neeshka), Camp Rock en Camp Rock 2: The Final Jam (Tess Tyler).
- International Standard Name Identifier: 0000 0000 7216 1832
- MusicBrainz: 7d64c6d9-29bc-45c4-9996-01e46d61b916
- Nationale Bibliotheek van Polen: a0000001879337
- Virtual International Authority File: 102233096